# 100 Kila
100 Kila, de son vrai nom Yavor Yanakiev (bulgare : Явор Янакиев) (né le 16 mai 1985 à Varna), est un rappeur bulgare. Son nom de scène signifie 100 kilos.

## Biographie
Yanakiev est né et élevé dans un quartier populaire rom à Asparuhovo, Varna. Ses parents se séparent lorsqu'il a 6 ans. Sa mère emménage en Grèce et y trouve du travail. D'ici, elle lui envoie de l'argent pour financer ses études. Il vit avec son frère et son père, jusqu'à ce que son père les quitte. Yavor étudie jusqu'en quatrième avant d'abandonner le collège.
Au début des années 2000, Yanakiev se lance dans la musique après sa rencontre avec Misho Shamara (Big Sha) de Varna. Il signe immédiatement au label R&B Records et jouit de plusieurs années de succès aux côtés d'artistes tels que Vanko 1, Konsa et Gumeni Glavi. Il atteint également la popularité grâce aux singles Vav kluba avec Konsa et Chiki-Na-Na avec le groupe de rap Gumeni Glavi, respectivement. Il participe également aux chansons de Big Sha Ritam basov et Kukite me debnat. En parallèle, Yanakiev participe à la première saison de la version bulgare de la série The Mole, et à un épisode de Domashen Arest (House Arrest) en 2013. En 2015, il se joint au casting de la neuvième saison de Sofia Residents in Excess. Le 9 avril 2016, 100 Kila publie un remix de la chanson Babuli Jabulah, issue de son album ZLA10 en featuring avec Rick Ross.

## Discographie

### Albums studio
- 2003 : По-добре гаден, отколкото гладен
- 2009 : Прехода на Просветения[3]
- 2013 : ZLA10[4]

### Singles
| Année | Titre                                             | Meilleure position | Album |
| ----- | ------------------------------------------------- | ------------------ | ----- |
| Année | Titre                                             | BUL                | Album |
| 2013  | Slivenskiat Kashkaval                             | 40                 | NC    |
| 2013  | Moeto Radio (feat. Magi Djanavarova)              | 16                 | ZLA10 |
| 2013  | Chujdi Greshki                                    | 33                 | ZLA10 |
| 2013  | Az sam 6                                          | 4                  | ZLA10 |
| 2015  | 100 Gaidi                                         | 14                 | NC    |
| 2016  | Babuli Jabulah (single version) (feat. Rick Ross) | –                  | NC    |

## Filmographie
- 2013 : House Arrest : compagnon de Zara
- 2013 : The Mole Bulgarie : lui-même
- 2015 : Sofia Residents in Excess : Tsanko